# ويليام إيرل
ويليام إيرل هو سياسي كندي، ولد في 2 سبتمبر 1884، وتوفي في 25 نوفمبر 1968.